# Phalloceros
Phalloceros ist eine Gattung der Lebendgebärenden Zahnkarpfen aus dem südöstlichen Südamerika. Der bekannteste Vertreter ist der Kaudi (Phalloceros caudimaculatus), ein Süßwasserzierfisch, von dem mehrere Zuchtformen existieren.

## Merkmale
Phalloceros-Arten erreichen eine Länge von bis zu sechs Zentimeter. Die Männchen bleiben deutlich kleiner als die Weibchen. Verglichen mit anderen lebendgebärenden Zahnkarpfen besitzen sie dabei in Bezug auf ihre Körpergröße ein langes Gonopodium. An der Spitze des Gonopodiums befindet sich ein hornartiger Fortsatz, aus dem sich auch die Gattungsbezeichnung ableitet (von griechisch κέρας kéras: Horn). Viele Arten besitzen einen schwarzen, runden Fleck in der hinteren Körpermitte vor dem Ansatz des Schwanzstiels. Bei manchen Arten ist dieser Fleck eher senkrecht oval bis strichförmig, bei anderen fehlt er völlig. Vom Kaudi existieren schwarz gescheckte und goldfarbene Zuchtformen.

## Verbreitung
Das natürliche Verbreitungsgebiet der Gattung erstreckt sich vom Rio São Francisco in Brasilien über Uruguay und Paraguay bis nach Argentinien, wo die Tiere im Einzugsgebiet des Río Paraná vorkommen. Phalloceros caudimaculatus wurde als Neozoon in Australien nachgewiesen.

## Systematik
Lange Zeit galt Phalloceros als monotypisch mit dem Kaudi als einzigem Vertreter. Aktuelle Untersuchungen ließen die Beschreibung einer größeren Zahl neuer Spezies zu. Derzeit sind 23 Arten bekannt:

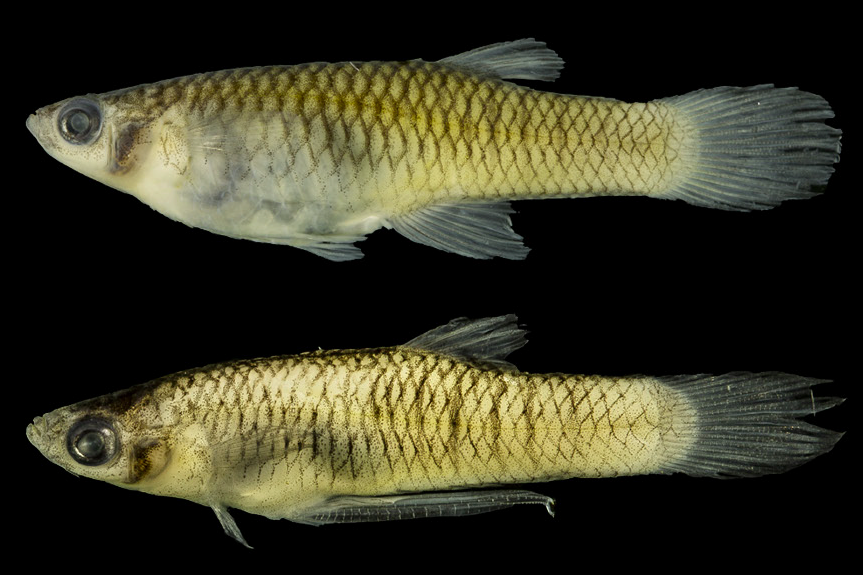
Phalloceros harpagos

- Phalloceros alessandrae Lucinda, 2008
- Phalloceros anisophallos Lucinda, 2008
- Phalloceros buckupi Lucinda, 2008
- Phalloceros caudimaculatus (Hensel, 1868) (Kaudi)
- Phalloceros circummontanus Souto-Santos, Mejia, Arcila & Buckup, 2025
- Phalloceros elachistos Lucinda, 2008
- Phalloceros enneaktinos Lucinda, 2008
- Phalloceros harpagos Lucinda, 2008
- Phalloceros heptaktinos Lucinda, 2008
- Phalloceros leptokeras Lucinda, 2008
- Phalloceros leticiae Lucinda, 2008
- Phalloceros lucenorum Lucinda, 2008
- Phalloceros malabarbai Lucinda, 2008
- Phalloceros maldonadoi Souto-Santos, Lucinda, Buckup, 2023
- Phalloceros megapolos Lucinda, 2008
- Phalloceros mikrommatos Lucinda, 2008
- Phalloceros mimbi Serra, Scarabino, Gobel & Laufer, 2025
- Phalloceros ocellatus Lucinda, 2008
- Phalloceros pellos Lucinda, 2008
- Phalloceros reisi Lucinda, 2008
- Phalloceros spiloura Lucinda, 2008
- Phalloceros titthos Lucinda, 2008
- Phalloceros uai Lucinda, 2008